# 柳英
柳英（1498年—？年），字子鍾，號鶴峯，四川夔州府巫山縣人，明朝政治人物。

## 生平
嘉靖七年（1528年）戊子科四川鄉試第三十八名舉人，嘉靖十一年（1532年）壬辰科會試第十七名，廷試第三甲第二十六名進士。觀刑部政，授直隶松江府推官，陞刑部主事，歷員外郎、郎中，出为雲南府知府，河東運使，復除兩淮鹽運使、湖廣右參政，回籍聽堪，勘明復除湖廣參政，嘉靖三十五年（1556年）二月升雲南按察使，三十六年三月升廣東右布政。

## 家族
曾祖柳文；祖柳琳，監生；父柳茂株；母黃氏。慈侍下。